# Powiat zgierski
Powiat zgierski – powiat w Polsce (województwo łódzkie), utworzony w 1999 roku w ramach reformy administracyjnej. Jego siedzibą jest miasto Zgierz.
Według danych z 31 grudnia 2019 roku powiat zamieszkiwało 166 113 osób. Natomiast według danych z 30 czerwca 2020 roku powiat zamieszkiwały 166 154 osoby.

## Geografia

### Położenie i obszar
Powiat zgierski ma obszar 855,18 km², w tym:
- użytki rolne: 66%
- użytki leśne: 19%

Powiat stanowi 4,69% powierzchni województwa.

### Podział administracyjny
W skład powiatu wchodzą:
- gminy miejskie: Głowno, Ozorków, Zgierz
- gminy miejsko-wiejskie: Aleksandrów Łódzki, Parzęczew, Stryków
- gminy wiejskie: Głowno, Ozorków, Zgierz
- miasta: Głowno, Ozorków, Zgierz, Aleksandrów Łódzki, Stryków, Parzęczew

| lp.   | Herb | Gmina                   | siedziba           | powierzchnia (km²) | ludność | gęstość zaludnienia (osób/km²) |
| ----- | ---- | ----------------------- | ------------------ | ------------------ | ------- | ------------------------------ |
| 1     |      | Aleksandrów Łódzki      | Aleksandrów Łódzki | 116,43             | 26851   | 230,62                         |
| 2     |      | Głowno (gmina wiejska)  | Głowno             | 104,77             | 4908    | 46,85                          |
| 3     |      | Ozorków (gmina wiejska) | Ozorków            | 95,51              | 6661    | 69,74                          |
| 4     |      | Parzęczew               | Parzęczew          | 103,89             | 5025    | 48,37                          |
| 5     |      | Stryków                 | Stryków            | 157,90             | 12203   | 77,28                          |
| 6     |      | Zgierz (gmina wiejska)  | Zgierz             | 199,05             | 11766   | 59,11                          |
| 7     |      | Głowno (miasto)         | Głowno             | 19,84              | 14989   | 755,49                         |
| 8     |      | Ozorków (miasto)        | Ozorków            | 15,46              | 20445   | 1322,45                        |
| 9     |      | Zgierz (miasto)         | Zgierz             | 42,33              | 58164   | 1374,06                        |
| Razem | –    | 9                       | 9                  | 855,18             | 161 012 | 188,28                         |

## Demografia

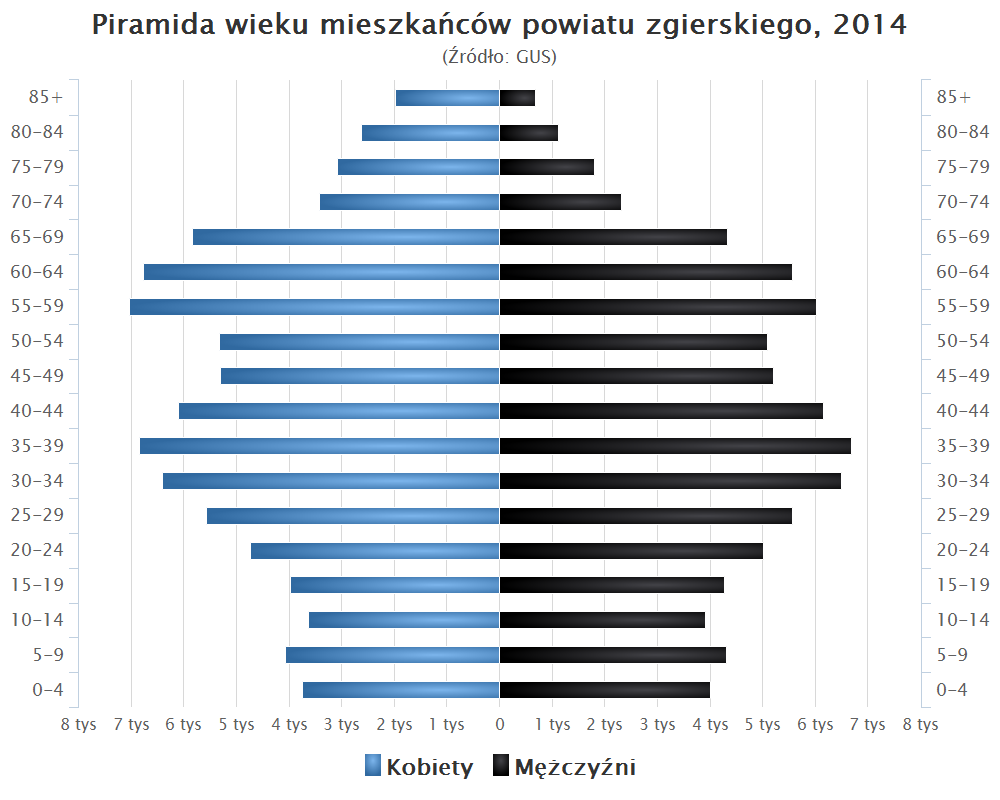
Piramida wieku mieszkańców powiatu zgierskiego w 2014 roku

Dane z 31 grudnia 2007 r.:
| Opis                              | Ogółem     | Ogółem | Kobiety | Kobiety | Mężczyźni | Mężczyźni |
| --------------------------------- | ---------- | ------ | ------- | ------- | --------- | --------- |
| jednostka                         | osób       | %      | osób    | %       | osób      | %         |
| populacja                         | 161 012    | 100    | 84 330  | 52,4    | 76 682    | 47,6      |
| powierzchnia                      | 855.18 km² |        |         |         |           |           |
| miasto                            | 117 808    | 100    | 62 679  | 53,2    | 55 129    | 46,8      |
| wieś                              | 43 204     | 100    | 21 651  | 50,1    | 21 553    | 49,9      |
| gęstość zaludnienia (mieszk./km²) | 188,28     | 188,28 | 98,61   | 98,61   | 89,67     | 89,67     |

## Gospodarka
W powiecie zarejestrowano prawie 12 tys. podmiotów gospodarczych i działa sieć 1700 punktów handlowych i usługowych.

## Transport

### Transport drogowy
Długość dróg powiatowych to prawie 1000 km, w tym 335 utwardzonych. Stolica powiatu – Zgierz jest jednym z głównych miast satelickich łódzkiego zespołu metropolitalnego. Powiat posiada dobre połączenie komunikacyjne z resztą kraju, przebiega tu m.in. droga krajowa nr 1 północ-południe, a w przyszłości będzie tędy przebiegać zachodnia obwodnica Łodzi. Szczególnie istotne znaczenie dla rozwoju powiatu ma budowa autostrady A1 i istniejąca autostrada A2.
Przez powiat przebiegają:
- autostrady:
  - autostrada A1 Rusocin – Piotrków Trybunalski
  - autostrada A2 Świecko – Konotopa (z węzłami: Emilia, Biała i Stryków)
- drogi krajowe:
  - droga krajowa nr 91 Gdańsk – Podwarpie
  - droga krajowa nr 14 Łowicz – Walichnowy
  - droga krajowa nr 71 Stryków – Rzgów
  - droga krajowa nr 72 Konin – Rawa Mazowiecka
- drogi wojewódzkie:
  - droga wojewódzka nr 469 Uniejów – Wróblew
  - droga wojewódzka nr 702 Kutno – Zgierz
  - droga wojewódzka nr 708 Ozorków – Brzeziny

### Transport kolejowy
Przez powiat przebiegają dwie linie kolejowe:
- linia kolejowa nr 15 Bednary – Łódź Kaliska
- linia kolejowa nr 16 Łódź Widzew – Kutno

## Oświata
Działa blisko 100 szkół, ponad 40 bibliotek, kilkanaście domów kultury, obiekty sportowe i turystyczne. Opiekę zdrowotną zapewniają trzy szpitale i dziewięć przychodni rejonowych.

## Zabytki
- Biała

Kościół parafialny pw. śś. Piotra i Pawła zbudowany w XVIII w. i restaurowany oraz powiększony w 1938 r., drewniany o konstrukcji zrębowej. Wnętrze jednonawowe podzielone jest słupami na trzy nawy. Fasadę wieńczy dwukondygnacjowy barokowy szczyt wolutowy z pilastrami o głowicach rzeźbionych w motywy roślinne. Dachy są gontowe dwuspadowe nad zakrystią pulpitowy. Wyposażenie pochodzi z XVII w.
- Bratoszewice
  - Kościół parafialny pw. św. Augustyna zbudowany został na przełomie XV/XVI w., następnie zburzony i zrabowany w latach 1651-1655. Przebudowano go w 1898-1901 r. Kościół jest późnogotycki, jednonawowy. Po bokach nawy znajdują się dwie neogotyckie kaplice. Zewnątrz jest oszkarpowany. Fasadę wieńczy schodkowy szczyt. Dach nad nawą jest dwuspadowy z nową wieżyczką na sygnaturkę, nad prezbiterium stożkowy kryty gontem. Wyposażenie pochodzi z XVII i XVIII w.
  - Drewniana dzwonnica o konstrukcji słupowej zbudowana została w XVIII w. Jest czworo ścienna nakryta dachem namiotowym.
  - Stare domy pofolwarczne pochodzące z poł. XIX w. Są drewniane o konstrukcji zrębowej. Nakryte są dachami czterospadowe.
- Dobra
  - kościół starokatolicki mariawitów pw. św. Jana Chrzciciela i św. Doroty, zbudowany w stylu neogotyckim, z czerwonej cegły w 1907 roku.
- Kębliny
  - Murowany, parterowy dawny dwór zbudowany około 1840 r., przebudowany w 1860 oraz 1934-1935. Od tyłu posiada ryzalit, dach wieńczy trójkątny szczyt. Od frontu znajduje się nowy taras. Dach łamany polski przerobiono na mansardowy.
  - Naprzeciw dworu znajduje się murowana, zbudowana w pocz. XIX w. dawna kuźnia, którą przebudowano w 2. poł. XIX w. i w latach 1934-1935. Od frontu posiada ryzalit i nowy ganek wsparty na dwóch kolumnach. W narożach podpierają ją szkarpy. Przekrywa ją dach naczółkowy.
- Koźle
  - Kościół parafialny pw. św. Szczepana zbudowany w 1752 r., drewniany o konstrukcji zrębowej, orientowany. Jest jednonawowy. Dachy kryte są gontem. Ołtarze są barokowe z 1. poł. XVIII w.
  - Dzwonnica zbudowana w XVIII w., drewniana o konstrukcji słupowej. Została przeniesiona na obecne miejsce w latach 1908-1912. Jest czworoboczna, nakryta dachem namiotowym.
- Lipka
  - kościół starokatolicki mariawitów pw. Matki Bożej Szkaplerznej i św. Wojciecha wzniesiony w stylu neogotyckim, z czerwonej cegły, w 1907 roku. Zniszczony podczas I wojny światowej i odbudowany. We wnętrzu konfesja i ołtarz z początku XX wieku.
- Niesułków

Kościół parafialny pw. św. Wojciecha wzniesiony został w 2. poł. XVII w., drewniany o konstrukcji zrębowej. Rozbudowano go i restaurowano w latach 1934 i 1948. Jest jednonawowy. Dachy są dwuspadowe gontowe. Wyposażenie pochodzi z XVII, XVIII i XIX w.
- Stryków
  - Kościół starokatolicki mariawitów pw. św. Marcina i św. Anny wzniesiony w stylu neogotyckim, z czerwonej cegły, w 1907 roku. We wnętrzu konfesja i ołtarz z początku XX wieku.
  - rzymskokatolicki Kościół parafialny pw. św. Marcina został wzniesiony na miejscu poprzednich w latach 1912-1925, według projektu Józefa Dziekońskiego i Zdzisława Mączeńskiego. Wyposażenie pochodzi z XVII i XIX w.
- Wola Błędowa

Stary dom drewniany o konstrukcji zrębowej zbudowany w początkach XIX w. Dach jest czterospadowy.
- Mąkolice

We wsi znajduje się wzniesiony w XV wieku drewniany kościół parafialny pw. św. Wojciecha, Klemensa, Stanisława i Katarzyny. Budowę kościoła rozpoczął arcybiskup Wojciech Jastrzębiec, a ukończył w roku 1444 jego następca Wincenty Kot. Ponadto stoi tu stara drewniana szkoła z 1849 r. oraz kilka drewnianych chałup z 1. poł. XIX stulecia, które ocalały z pożaru trawiącego wieś w roku 1882.
Według rejestru zabytków KOBiDZ[1] na listę zabytków wpisane są obiekty:
- kościół pw. św. św. Wojciecha i Stanisława, drewniany, 1521, XVIII/XIX w., nr rej.: A/116 z 24.08.1967
- dzwonnica, drewniana, nr rej.: A/613 z 24.08.1967

## Starostowie
- Józef Dziemdziela (od 1999 do 2001)
- Grzegorz Robert Leśniewicz (od 2001 do 2002)
- Lesław Jarzębowski (od 28 października 2003 do 4 listopada 2005)
- Grzegorz Robert Leśniewicz (od 4 listopada 2005 do 27 listopada 2006)
- Jacek Socha (od 27 listopada 2006 do 1 grudnia 2010)
- Krzysztof Kozanecki (od 1 grudnia 2010 do grudnia 2014)
- Bogdan Jarota (od grudnia 2014 do kwietnia 2024)
- Iwona Dąbek (od maja 2024)

## Sąsiednie powiaty
- brzeziński
- łęczycki
- łowicki
- łódzki wschodni
- Łódź (powiat grodzki)
- pabianicki
- poddębicki